# 女又力くん
女又力くん（つとむくん）は、2005年10月1日から2008年12月27日まで、テレ玉、チバテレビで放送していたお色気番組である。後番組は「ビ〜チ9」（2009年1月3日～）。

## 概要
女の子たちが様々な競技にチャレンジしていくコーナーなどがある。主に「Soul(s) 渋谷店」でロケを行っていた（「ビーチ9」でもそこでやっている）。

### 放送時間
- 毎週土曜23:45〜24:00（2007年4月 - 2008年12月、事実上の同時ネット）
- 両局とも、毎年7月は高校野球関連番組が組まれるため、放送時間が大幅に遅れることがある。
- なおテレ玉の放送時間、2005年10月 - 2006年3月は毎週日曜24:15〜24:30に放送、2006年4月 - 2007年3月は毎週土曜24:15〜24:30の放送であった。

## 出演者
レギュラー
- 内原茂樹（あかひげ先生）
- みひろ（2006年11月4日 - 2008年12月27日）

### 過去
- 沢地優佳（2005年10月1日 - 2006年10月28日）
- 範田紗々（2007年3月3日 - 24日、みひろの代打として出演）
- 糸矢めい（2008年11月8日 - 11月29日、みひろの代打として出演 ）

## 主なコーナー
女又力くんセクシー大運動会（2008年4月5日から最終回までのコーナー）
女の子が様々なゲームに挑戦し、それを勝ち抜いていくコーナー。最初の週ではみひろがカメラマンとして女の子を撮影していく。際どいアングルで撮ることもある。2週目からはゲームが本格的に始まる。同年3月までのコーナー「癒しの部屋」の事実上の後継。
本田書店毎月最終週、本田書店に出向いた女の子のDVDを宣伝するコーナー。

### 過去
美女図鑑 （2008年3月22日までのコーナー）毎週、グラビアアイドルが水着になるコーナー。ベッドシーンが多い。基本的に毎週流れていたコーナーだが、「2周年記念」のように特別な放送分では無い場合があった。
癒しの部屋（2006年11月4日から2008年3月29日までのコーナー）
スッキリセラピー
あかひげ先生とみひろが女の子の悩みを解決する。
抜き打ち体力測定
女の子に対し、抜き打ちで万歩計やバランスボールなどを使用した体力測定を行う。あかひげ先生が審判として計測を行い、みひろはカメラマンとしてその様子を撮影。やはりかなり際どいアングルで撮ることもあった。これの発展版が現在の「セクシー大運動会」である。
あかひげ先生の性なる泉（2006年10月28日までのコーナー）毎週、悩みを解決したい女の子が、助手にアドバイスしてくれる。特にエッチなことを聞かれることも。2006年8月26日の放送ではお尻がスケスケのため、自主規制になったことがあった。ちなみに初期のころは「姫ボックス」という題名で放送していた。

## テーマ曲
エンディング
- 「I do!」 MUH〜（ - 2007年2月）
- 「Lovefool」 The Cardigans（2007年3月 - ）

## 備考
制作が「女又力くん実行製作委員会」という製作委員会方式になっているが、ハガキの宛先がテレ玉になっていることから、テレ玉が事実上のキーステーションである。
提供スポンサーはそれぞれ1社提供で、テレ玉が本田書店グループ、チバテレビがビデオ激安王である。ただし後者は期間限定である。

## 関連番組
- 艶々ナイト